# Normale bezetting
De normale bezetting is de normale productie en afzet. 
Onder de normale bezetting bij productie van een bedrijf verstaan we de gemiddelde benutting van de capaciteit die voor de eerstkomende jaren wordt verwacht, gebaseerd op de geschatte afzet in deze jaren.
Anders gezegd:
De normale bezetting is omschreven als de voor de komende jaren verwachte gemiddelde capaciteitsbenutting, gebaseerd op afzetprognoses.
Kort: De gemiddelde bedrijfsdrukte die voor de eerstkomende jaren wordt verwacht.
De normale productieomvang is kleiner dan de maximale productiecapaciteit, omdat rekening wordt gehouden met onderhoud en reparaties van machines en dergelijke.